# بدر مولى عبد الرحمن الداخل
بدر مولى عبد الرحمن الداخل هو صاحب عبد الرحمن الداخل، ورفيقه ووزيره فيما بعد. إلتحق بدرٌ بخدمة عبد الرحمن قبيل سقوط الدولة الأموية بفترة، وحين سقطت الدولة الأموية، هرب عبد الرحمن فاراً من العباسيين ورافقه بدر في رحلته من الشام إلى الأندلس، وأرسله عبد الرحمن بعد ذلك إلى الأندلس ليخبر موالي بني أمية هناك بأن يمهدوا لعبد الرحمن دخول الأندلس وبعدها اصبح وزيره واميرا لجيشه. قيل لاحقا ان الداخل عزله لكثرة تذكيره بصنائعه في حق الداخل وبعدها بقي بدر معتزلا عن امور السياسة في قرطبة اولا ثم قيل انه نفي الى الثغر الأقصى لاحقا من قبل الداخل  ووافته المنية هو وزوجه زينب هناك .

## نبذة وتعريف
كان بدر يجيد ركوب الخيل والرماية وكان أصلعاً ووسط الطول وقوي البنية، صحب عبد الرحمن الداخل من بداية ثورة العباسيين في المشرق حتى ذهب معه للمغرب حيث ساعده على دخول الأندلس بعد رحلة دامت 4 سنوات ، فاستحق أن يجعله عبد الرحمن الداخل وزيراً وأميراً للجيش وتزوج من مصرية التقى بها في مصر في الفسطاط.

## قيل عنه
قال عنه لسان الدين بن الخطيب في الإحاطة في أخبار غرناطة: يكنى أبا النصر وهو رومي الأصل، وكان شجاعًا داهية حازمًا فاضلاً مصممًا تقيًا عَلمًا من أعلام الوفاء، لازم مولاه في أعقاب نكبة بني امية في المشرق وصحبه إلى المغرب مختصًا به ذابًا عنه مشتملاً عليه وخطب له الأمر بالأندلس فتم له بما هو مذكور.
وقال عنه صاحب المقتبس: أن عبد الرحمن الداخل لما شرده الخوف إلى قاصية المغرب وتنقل بين قبائل البربر ودنا من ساحل الأندلس يستخبر عن قرب فعرف أن بلادها متفرقة بفرقتي القيسية واليمانية فزاد ذلك في أطماعه فأدخل إليهم مولاه بدراً يتحسس عن خبرهم واتصل بموالي بني امية في الأندلس وعرض عليهم بدراً أمر سيده عبد الرحمن فأجمعوا على نصرته وطاعته.

## وفاته
وكان بدر من أكبر من أمضى عليه الأمير عبد الرحمن الداخل لما حفظه له من صنائع ولأنه خاض معه الأهوال والغمرات المرهوبة، إلا أن بدراً أسرف في التبسط مع الأمير وأكثر من تذكير الأمير بما بذله من أجله في محنته وتشرده من المشرق وكان الأمير عبد الرحمن يكبح عنان غضبه إلى أن أنتهى الامر إلى عقابه وسلب نعمته وانتزاع دوره وأملاكه ونفيه إلى الثغر الأقصى فأقصاه عن قربه إلى أن توفي وصار خبره مثلاً وعبرة للناس.